# Vilém Kurz starší

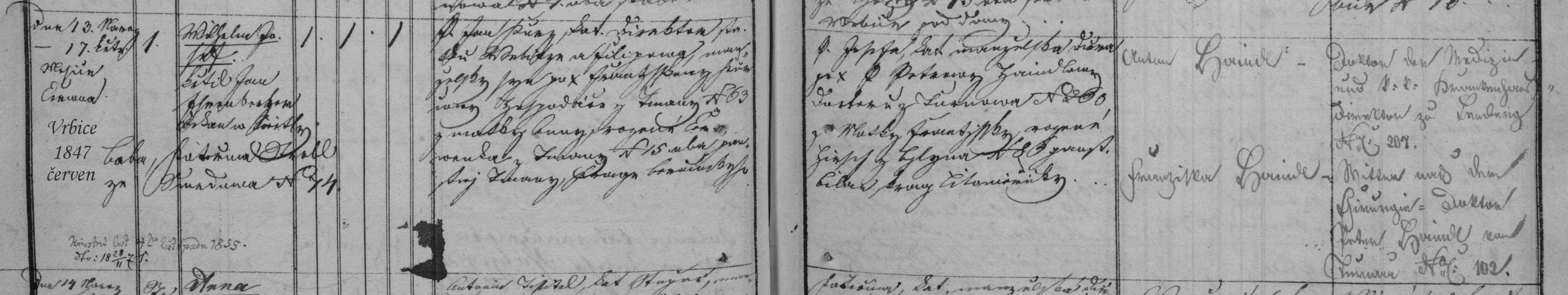
matriční zápis o narození a křtu Viléma Kurze staršího (matrika N 1844-1862 farnost Sázavka (SOA Zámrsk))

Vilém Kurz starší (13. června 1847 Vrbice u Leštiny – 6. března 1902 Praha) byl český spisovatel, politik, menšinový aktivista a jeden ze zakládajících členů Klubu českých turistů.

## Život

### Mládí, studium a učitelská dráha
Narodil se v roce 1847 ve Vrbici u Leštiny v rodině Jana Kurze (21. dubna 1799 – 10. září 1884). Studoval na gymnáziu v Hradci Králové a v Praze, pak na Karlo-Ferdinandově univerzitě v Praze přírodní vědy.
Již jako mladík roku 1871 suploval na akademickém gymnáziu v Praze a téhož roku byl jmenován řádným učitelem na gymnáziu v Německém Brodě. Zde se mu 23. prosince 1872 narodil nejstarší syn Vilém, pozdější známý klavírista a klavírní pedagog. Měl celkem šest dětí: syny Viléma, Jana, Zdeňka, Artura a Otakara a dceru Irenu. Oženil se s Eleonorou Tomíčkovou, dcerou Ignáce Tomíčka, soudce v Novém Strašecí. Roku 1874 se stal hlavním učitelem na učitelském ústavu v Kutné Hoře (za ředitele Lindnera). Za studijním účelem strávil léto roku 1876 na zoologické stanici v Terstu. Téhož roku získal titul doktora filozofie. Roku 1884 byl povolán na českou reálku v Ječné ulici v Praze.

### Poslancem Říšské rady a menšinovým aktivistou
Od studentských let byl aktivní v českých spolcích, včetně Sokola a osobně si ho oblíbil Miroslav Tyrš. Angažoval se i v politice. Od roku 1894 byl za mladočechy poslancem Říšské rady (celostátní parlament). Do vídeňského parlamentu nastoupil 22. února 1894 poté, co rezignoval poslanec Tomáš Masaryk. Reprezentoval městskou kurii, obvod Písek, Domažlice atd. Mandát obhájil ve volbách do Říšské rady roku 1897 a volbách do Říšské rady roku 1901 (městská kurie, obvod Písek, Domažlice, Klatovy atd.). Ve vídeňském parlamentu setrval do své smrti roku 1902, pak ho na poslaneckém křesle vystřídal Ladislav Dvořák.
Do vídeňského parlamentu byl volen za oblasti Pošumaví a v tomto regionu působil již předtím jako menšinový aktivista, bojující za rozvoj českojazyčného školství a posilování českých etnických pozic. Letní sídlo měl v České Kubici, která byla tehdy českou výspou na Domažlicku a kde se mu podařilo aktivizovat místní český spolkový život. Podobnou menšinovou práci vykonával i ve vesnici Volšovy poblíž Sušice a po nástupu do parlamentu se soustřeďoval i na obhajobu zájmů vídeňských Čechů, přičemž ve vlastní parlamentní práci se rovněž zaměřoval na menšinová, jazyková a školská témata. Ještě krátce před smrtí obhajoval v Říšské radě opavské českojazyčné gymnázium nebo slovinské školství v Celji.
V zemských volbách roku 1901 byl rovněž zvolen na Český zemský sněm, za kurii městskou, obvod Strakonice. Po jeho smrti v roce 1902 ho v tomto obvodu po doplňovacích volbách nahradil Karel Viškovský.
Byl činorodým publicistou. Kromě článků v denním tisku byl autorem řady spisů a učebních tiskovin. Od roku 1893 až do smrti vedl časopis Z říše vědy a práce.

### Aktivity v Klubu českých turistů

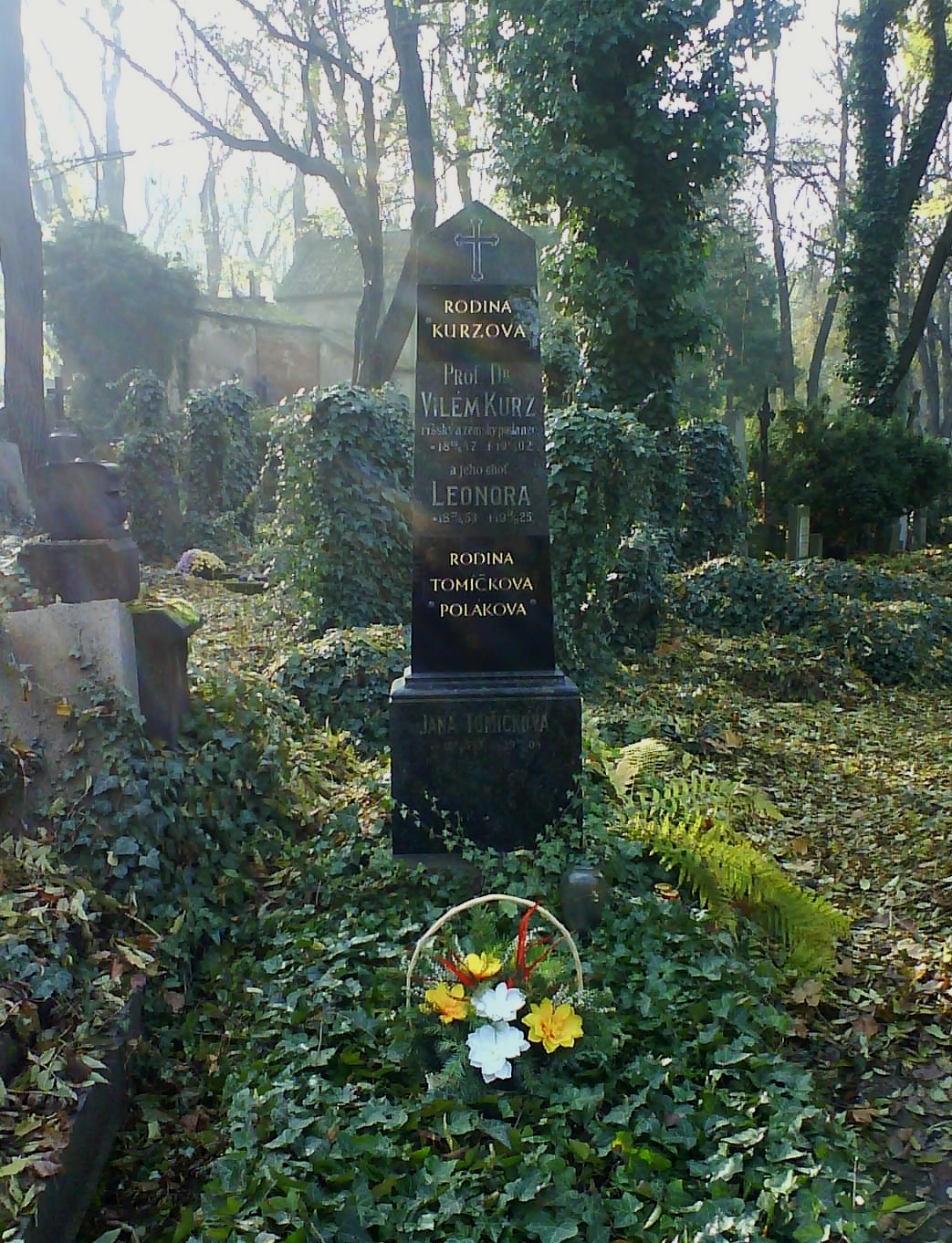
Hrob Viléma Kurze.

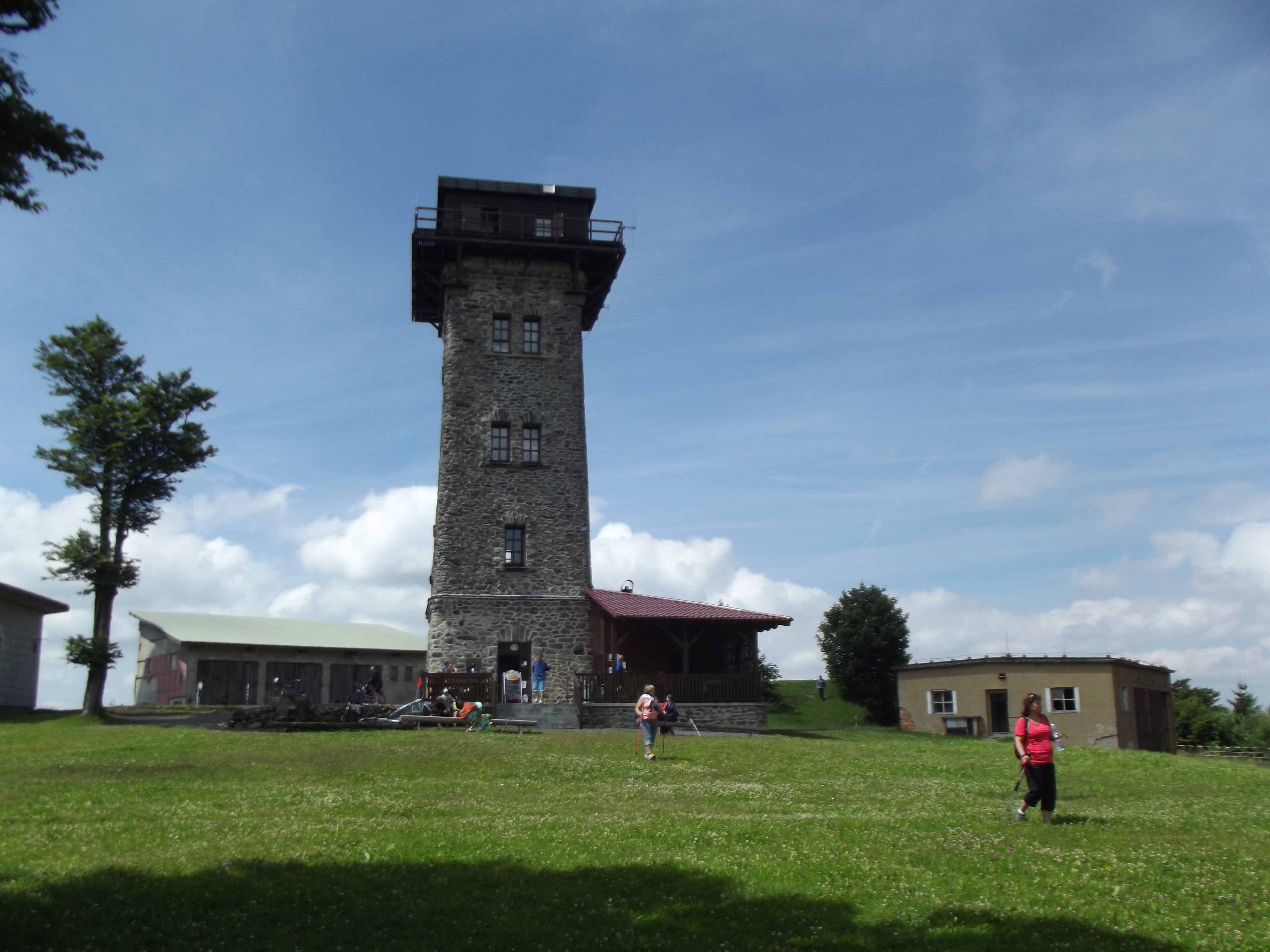
Kurzova rozhledna.

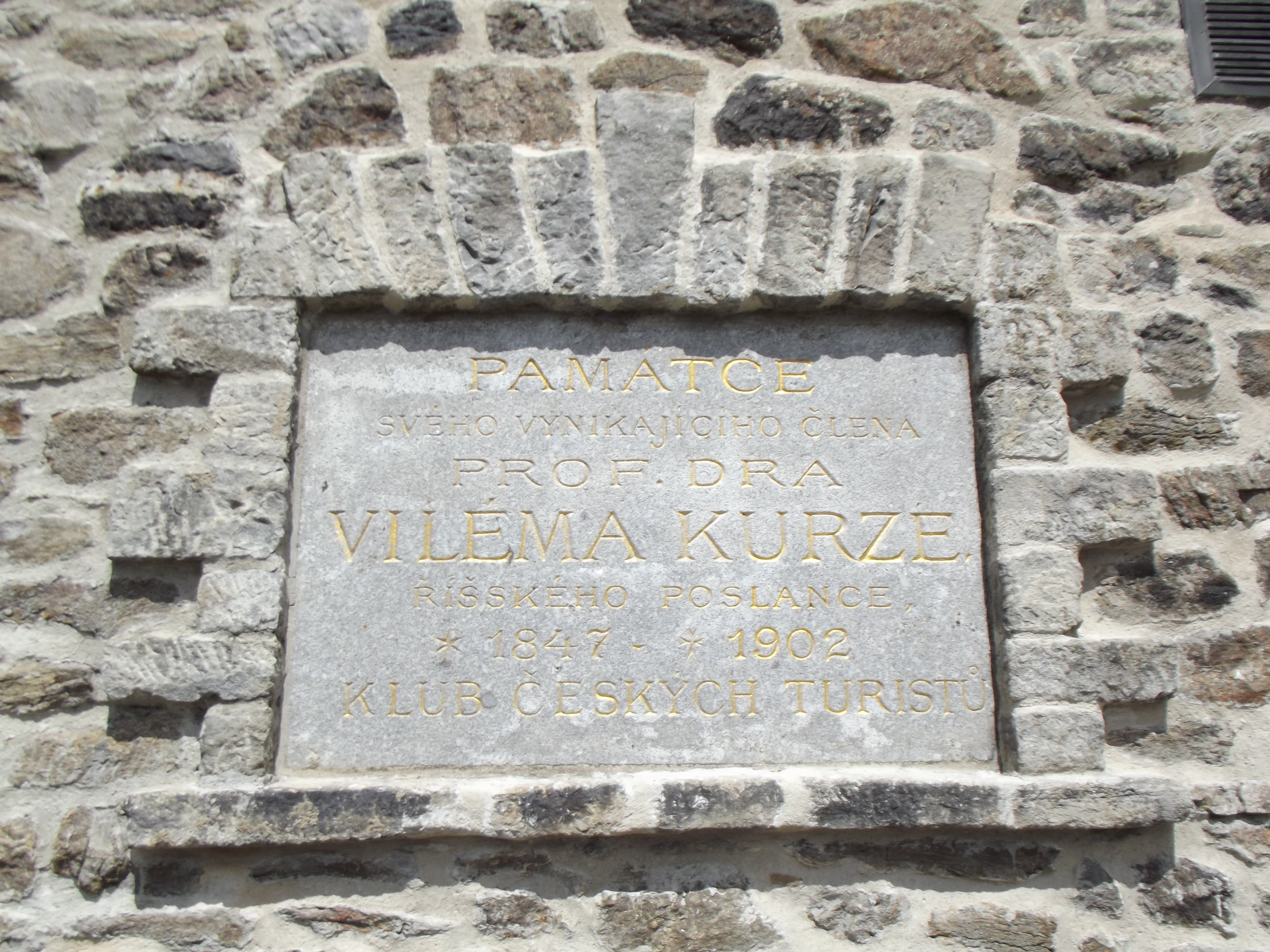
Památník Viléma Kurze na Kurzově rozhledně.

Roku 1888 byl zvolen ustavující valnou hromadou do výboru Klubu českých turistů, redigoval po šest let Časopis turistů a přičiňoval se o feriální cestování studentstva. Organizování studentských nocleháren a letních bytů po českém venkově bylo jeho prací. Spolu s Vratislavem Pasovským byl iniciátorem stavby Petřínské rozhledny a lanové dráhy na Petřín v Praze. Když Dr. Kurz seznámil v lednu roku 1890 českou veřejnost s projektem této rozhledny ve fejetonu „Rozhledna na Petříně, obrázek z blízké budoucnosti Prahy“, kde předpovídal hotové stavby rozhledny a lanovky na srpen následujícího roku, připadala mnohým tato myšlenka jako nemístná fantazie, zvlášť když rozpočet činil přes 100 000 zlatých. Po Vilému Kurzovi je pojmenovaná jiná rozhledna, jejíž stavbu rovněž inicioval, a to rozhledna na hoře Čerchov.

### Úmrtí
Nedlouho před smrtí ho postihla rodinná tragédie, když se jeho dcera utopila v Berounce. Sám Kurz měl po několik let diagnostikovánu srdeční chorobu, ale nadále se účastnil veřejného i politického života. Počátkem roku 1902 byl upoután na lůžko, nicméně stále pracoval a dokonce několikrát odjel do Vídně. Po posledním návratu z hlavního města 8. února ulehl a již lůžko neopustil.
Je pochován na Olšanských hřbitovech v Praze v blízkosti hrobu Miroslava Tyrše. Vilém Kurz byl pradědem známého klavíristy Pavla Štěpána.

## Publikace
Od let studijních až do roku 1880 se zabýval zoologickými studiemi o korýších (perloočkách a příživných buchankách). Výsledky jsou uloženy ve Zprávách vídeňské akademie věd a v časopise Zeitschrift fůr wissenschaftliche Zoologie (Androgyne-Missbildung bei Cladoceren, 1873; Dodekas neuer Cladoceren, 1874; Studien über die Familie der Lernäopoden, 1878; Eunicicola Clausii, 1877; Über limicole Cladoceren, 1878).
Později se věnoval popularizaci přírodních věd a napsal řadu článků do Osvěty, Světozoru, Zlaté Prahy, Ruchu a jiných. Dále publikoval hojně článků v pedagogických časopisech, hlavně Škole a životě a Paedagogii.

### Vědecké
- Transparentní obrazy z oboru mikroskopie (5 obr. zoolog.)
- Herbář pro střední školy
- Botanika pro vyšší třídy středních škol
- Geologický nástin okolí Kutnohorského

### Tělovýchovné a turistické
- Základy tělocviku (poslední sešit – dokončil dílo Miroslava Tyrše)
- Úvod do tělocviku školského (1872)
- Učebná kniha tělocviku Dostupné online
- Sportová knížka Dostupné online
- 365 odpoledních výletů z Prahy Dostupné online
- Výlety v Šumavě a Českém Lese ze Špičáku
- Vzhůru na Slovensko!
- České Budějovice Dostupné online, Klub českých turistů, v Praze 1892

### Online dostupné
- KURZ, Vilém. Učebná kniha tělocviku pro ústavy učitelské a rukověť pro učitele tělocviku na školách obecných a měšťanských. Praha: Urbánek, 1878. Dostupné online.
- KURZ, Vilém. Lanová dráha a rozhledna na Petříně : Vzpomínka na jejich vznik a stavbu za příležitosti jich slavnostního otevření dne 20. srpna 1891. Praha: Klub českých turistů, [1891]. Dostupné online.
- KURZ, Vilém. Sportová knížka. Praha: F. Šimáček, 1899. Dostupné online.
- KURZ, Vilém. Budiž světlo : pokroky a vynálezy v oboru osvětlovacím. Praha: F. Šimáček, 1900. Dostupné online.
- KURZ, Vilém. Domácí umění : rady a pokyny pro domácnost. Praha: F. Šimáček, 1900. Dostupné online.
- KURZ, Vilém. 365 odpoledních výletů z Prahy. Praha: Klub českých turistů, [1908]. Dostupné online.